# Todd Day
Todd Fitzgerald Day (Decatur, 7 gennaio 1970) è un ex cestista e allenatore di pallacanestro statunitense, professionista nella NBA, in Italia, a Cipro e in Argentina.

## Carriera
È stato selezionato dai Milwaukee Bucks al primo giro del Draft NBA 1992 (8ª scelta assoluta).
Con gli Stati Uniti ha disputato i Campionati mondiali del 1990.

## Statistiche

### College
| Anno      | Squadra         | PG  | PT  | MP   | TC%  | 3P%  | TL%  | RP  | AP  | PRP | SP  | PP   |
| --------- | --------------- | --- | --- | ---- | ---- | ---- | ---- | --- | --- | --- | --- | ---- |
| 1988-1989 | Ark. Razorbacks | 32  | 13  | 23,2 | 45,1 | 34,4 | 71,5 | 4,0 | 1,5 | 1,5 | 0,8 | 13,3 |
| 1989-1990 | Ark. Razorbacks | 35  | 34  | 28,8 | 49,1 | 40,3 | 76,0 | 5,4 | 2,5 | 2,3 | 0,9 | 19,5 |
| 1990-1991 | Ark. Razorbacks | 38  | 37  | 29,5 | 47,3 | 35,4 | 74,7 | 5,3 | 2,9 | 2,2 | 0,7 | 20,7 |
| 1991-1992 | Ark. Razorbacks | 22  | 22  | 32,3 | 49,9 | 42,9 | 76,4 | 7,0 | 3,2 | 2,5 | 0,8 | 22,7 |
| Carriera  | Carriera        | 127 | 106 | 28,2 | 47,9 | 38,4 | 74,7 | 5,3 | 2,5 | 2,1 | 0,8 | 18,9 |

### NBA

#### Regular season
| Anno      | Squadra            | PG  | PT  | MP   | TC%  | 3P%  | TL%  | RP  | AP  | PRP | SP  | PP   |
| --------- | ------------------ | --- | --- | ---- | ---- | ---- | ---- | --- | --- | --- | --- | ---- |
| 1992-1993 | Milwaukee Bucks    | 71  | 37  | 27,2 | 43,2 | 29,3 | 71,7 | 4,1 | 1,6 | 1,1 | 0,7 | 13,8 |
| 1993-1994 | Milwaukee Bucks    | 76  | 39  | 28,0 | 41,5 | 22,3 | 69,8 | 4,1 | 1,8 | 1,4 | 0,7 | 12,7 |
| 1994-1995 | Milwaukee Bucks    | 82  | 81  | 33,1 | 42,4 | 39,0 | 75,4 | 3,9 | 1,6 | 1,3 | 0,8 | 16,0 |
| 1995-1996 | Milwaukee Bucks    | 8   | 0   | 21,4 | 31,0 | 20,0 | 92,3 | 2,8 | 0,6 | 0,5 | 0,4 | 9,1  |
| 1995-1996 | Boston Celtics     | 71  | 12  | 23,0 | 37,1 | 34,3 | 76,6 | 2,8 | 1,4 | 1,1 | 0,7 | 12,0 |
| 1996-1997 | Boston Celtics     | 81  | 27  | 28,1 | 39,8 | 36,2 | 77,3 | 4,1 | 1,4 | 1,3 | 0,6 | 14,5 |
| 1997-1998 | Miami Heat         | 5   | 0   | 13,8 | 35,5 | 16,7 | 66,7 | 1,2 | 1,4 | 1,4 | 0,0 | 6,0  |
| 1999-2000 | Phoenix Suns       | 58  | 1   | 16,2 | 39,4 | 38,8 | 66,7 | 2,2 | 1,1 | 0,8 | 0,4 | 6,8  |
| 2000-2001 | Minnesota T'wolves | 31  | 0   | 11,1 | 37,3 | 37,7 | 78,3 | 1,2 | 0,9 | 0,3 | 0,2 | 4,3  |
| Carriera  | Carriera           | 483 | 197 | 25,3 | 40,6 | 34,5 | 73,9 | 3,4 | 1,5 | 1,1 | 0,6 | 12,3 |

#### Play-off
| Anno     | Squadra      | PG | PT | MP   | TC%  | 3P%  | TL%  | RP  | AP  | PRP | SP  | PP  |
| -------- | ------------ | -- | -- | ---- | ---- | ---- | ---- | --- | --- | --- | --- | --- |
| 2000     | Phoenix Suns | 9  | 0  | 11,1 | 45,7 | 31,3 | 50,0 | 1,1 | 0,4 | 0,4 | 0,1 | 4,7 |
| Carriera | Carriera     | 9  | 0  | 11,1 | 45,7 | 31,3 | 50,0 | 1,1 | 0,4 | 0,4 | 0,1 | 4,7 |

## Palmarès

### Giocatore
- McDonald's All-American Game (1988)
- NCAA AP All-America Second Team (1991)
- NCAA AP All-America Third Team (1992)